# Свертилов, Алексей Иванович
Алексей Иванович Свертилов (1914—1990) — штурман 807-го штурмового авиационного полка (206-я штурмовая авиационная дивизия, 7-й штурмовой авиационный корпус, 14-я воздушная армия, 3-й Прибалтийский фронт), капитан. Герой Советского Союза.

## Биография
Родился 10 (23) февраля 1914 года в деревне Сукремль (ныне микрорайон города Людиново Калужской области) в семье рабочего. Русский. Член ВКП(б)/КПСС с 1939 года. Окончил машиностроительный техникум. Работал на заводе в городе Людиново.
В Красной Армии с 1934 года. В 1937 году окончил Энгельсское военное авиационное училище. Служил там же инструктором. В 1943 году прошёл обучение на курсах заместителей командиров авиационных полков по политической части. В марте 1943 года направлен на фронт заместителем командира эскадрильи 807-го штурмового авиационного полка 206-й штурмовой авиационной дивизии 10-го смешанного авиационного корпуса 8-й воздушной армии Южного (с 20 октября 1943 года — 4-го Украинского) фронта. Участвовал в боях на реке Миус, Донбасской операции, освобождении южной Украины. Зарекомендовал себя опытным лётчиком и хорошим штурманом, выполняя боевые задания в любых метеорологических условиях. За бои по прорыву обороны гитлеровцев на реках Миус и Молочная Свертилов был награждён орденами Красного Знамени. В июле 1943 года назначен командиром эскадрильи. Благодаря умелому командованию А. И. Свертилова эскадрилья совершила 650 успешных боевых вылетов, потеряв при этом только три своих самолёта.
Во время боёв за Крым Свертилов во главе группы восемь раз вылетал на штурмовку наземных войск противника и был награждён орденом Александра Невского.
10 апреля 1944 года группа из шести Ил-2 под командованием капитана Свертилова наносила удар по танкам и автомашинам противника в районе села Томашевка (Джанкойский район Крыма). При выходе из последней атаки штурмовики подверглись нападению двадцати гитлеровских истребителей. В завязавшемся воздушном бою лётчиками эскадрильи были сбиты три вражеских самолёта. Ещё один самолёт противника сбил тараном младший лейтенант Н. Н. Печенов, но при этом и сам погиб.
6 мая 1944 года группа Свертилова нанесла успешный бомбардировочно-штурмовой удар по артиллерийским и миномётным батареям врага на Мекензиевых горах, что позволило наземным войскам овладеть данным районом.
После освобождения Крыма дивизия вошла в состав 14-й воздушной армии 3-го Прибалтийского фронта и действовала на рижском направлении.
Штурман 807-го штурмового авиационного полка 206-й штурмовой авиационной дивизии 7-го штурмового авиационного корпуса 14-й воздушной армии 3-го Прибалтийского фронта капитан Свертилов к сентябрю 1944 года на самолете Ил-2 совершил 95 боевых вылетов на бомбардировку и штурмовку скоплений войск противника, из них 80 ведущим групп.
Указом Президиума Верховного Совета СССР от 23 февраля 1945 года за образцовое выполнение заданий командования и проявленные при этом мужество и героизм, капитану Свертилову Алексею Ивановичу присвоено звание Героя Советского Союза с вручением ордена Ленина и медали «Золотая Звезда» (№ 5994).
В дальнейшем в составе 3-й воздушной армии 1-го Прибалтийского фронта Свертилов участвовал в боях по блокированию и разгрому курляндской группировки противника.
В 1947 году окончил Высшие лётно-тактические курсы усовершенствования офицерского состава, в 1954 году — курсы переподготовки при Военно-воздушной академии. С 1960 года полковник А. И. Свертилов — в запасе.
Жил в городе Одесса. Работал инженером на заводе. Умер 11 августа 1990 года. Похоронен на Таировском кладбище в Одессе.
Награждён орденом Ленина, четырьмя орденами Красного Знамени, орденами Александра Невского, Отечественной войны 1-й степени, двумя орденами Красной Звезды, медалями.
Почётный гражданин города Людиново (Калужская область).
В городе Людиново установлена мемориальная доска. В его честь названа Средняя общеобразовательная школа номер 6.